# Albera Ligure
Albera Ligure är en ort och kommun i provinsen Alessandria i regionen Piemonte i Italien. Kommunen hade 300 invånare (2018).